# Simeon de Nieuwe Theoloog

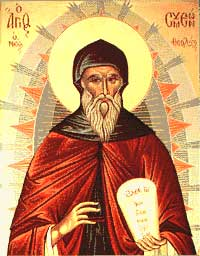
Icoon, voorstellende Simeon de Nieuwe Theoloog

Simeon, doopnaam Symeon (Paphlagonië (huidig Turkije), 949 – Paloukiton, 1022), was een kerkleraar, mysticus en dichter. Hij was een telg uit een rijke familie in Galatië.

## Leven
Op elfjarige leeftijd werd hij naar Constantinopel gestuurd om te gaan studeren. Volgens de Theophanes Continuatus waren zijn ouders (Basil en Theophano) van rijke edelen (Έυγενεις και πλουσιοι – eugeneis kai plousioi). Ze voorzagen voor hem in eerste instantie een politieke carrière. Hij groeide op in de kringen van het Byzantijnse hof. Op zijn veertiende ontmoette hij Simeon de Vrome en op twintigjarige leeftijd onderging hij een spirituele ervaring, wat hem in direct contact met God (in de hoedanigheid van een licht) zou hebben gebracht.
Alhoewel hij zijn politieke interesse niet geheel verloor had de spirituele ervaring een dermate grote invloed op hem gehad dat zijn religieus geestelijke ontwikkeling de overhand kreeg. Op 27-jarige leeftijd trad hij in het klooster Stoudios onder geestelijke leiding van Simeon de Vrome. Nadat hij geestelijke ervaring opgedaan had, vertrok hij naar het klooster Sint-Mamas in Constantinopel, waar hij tot priester werd gewijd. Uiteindelijk werd hij daar abt.
Hij overleed op 12 maart 1022 in ballingschap in Paloukiton, een plaatsje dat reeds lang opgeslokt is door Istanboel, in de omgeving van het stadsdeel Üsküdar aan de Aziatische oever van de Bosporus.

## Belang
Van belang waren zijn vernieuwingen van het kloosterleven van gebed en meditatie. Verder schreef hij een aantal verhandelingen over spiritualiteit, waarbij hij vooral nadruk legde op de kracht van contemplatief gebed en meditatie. Simon is van blijvende invloed gebleven op de moderne orthodoxie.
Zijn theologie heeft veel van de klassieke thema's van de Byzantijnse leer, zeker wat betreft de leer van de incarnatie. Ook de vergiffenis als heiliging werd door Simon uiterst belangrijk gevonden.